# AZS Silesia Rebels

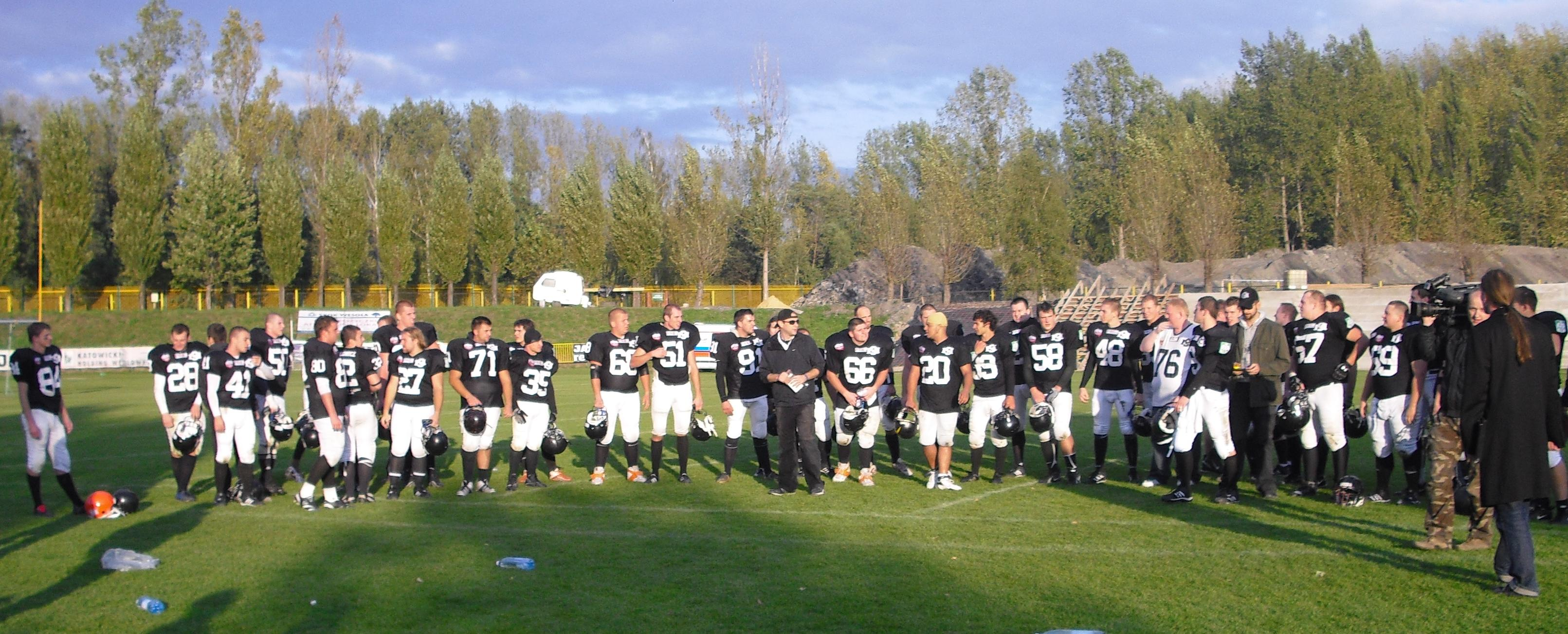
Zespół Silesia Miners po półfinale Polskiej Ligi Futbolu Amerykańskiego, 4.10.2009

Silesia Rebels Katowice – polski zespół futbolu amerykańskiego, członek Związku Futbolu Amerykańskiego w Polsce, występujący w Polskiej Futbol Lidze.

## Sukcesy
- Polska Liga Futbolu Amerykańskiego
  -   1. miejsce (1): 2009
  -  2. miejsce (1): 2007

## Historia
Decyzja o założeniu klubu zapadła 8 kwietnia 2006 roku po spotkaniu Kamila Plewni, Sławomira Szymusia, Adama Kłosa oraz Szymona Widery. Pierwszy trening odbył się 15 kwietnia na boisku KS Kolejarz przy ulicy Asnyka w Katowicach. Na treningu zjawiło się 14 osób. Trenerem Silesii został Wojciech „E.Tee.” Grzybek. W drugiej połowie maja, w niepełnym składzie, Miners wzięli udział w mini-turnieju futbolu amerykańskiego w Obornikach Śląskich. Grali w dwóch meczach z Devils Wrocław i Kraków Tigers i w obydwóch przegrali do 0. 26 września drużyna staje się sekcją AZS przy Uniwersytecie Śląskim. W październiku Miners odnieśli swe pierwsze zwycięstwo w historii, pokonując w towarzyskim meczu Kraków Tigers 46:14. Debiut w Polskiej Lidze Futbolu Amerykańskiego miał miejsce w 2007 roku. AZS Silesia Miners zainaugurowali sezon spotykając się na boisku z niepokonaną dotąd drużyną Warsaw Eagles i otarli się o zwycięstwo, przegrywając stosunkiem 7:6. Z warszawskim zespołem „Górnicy” spotkali się raz jeszcze w półfinale, by pokonać go 16:13. Tym samym śląska drużyna dotarła do finału, który przegrała z wrocławskim zespołem The Crew, zdobywając tytuł Wicemistrza Polskiej Ligi Futbolu Amerykańskiego.
Kolejny sezon 2008 był dla AZS Silesia Miners szczególnie ciężki, a w końcowym rozrachunku drużyna spadła na VI miejsce w tabeli. Rok 2009 przyniósł duże zmiany w sferze organizacji i zarządzania drużyną, a przede wszystkim w sztabie trenerskim. „Górników” opuścił Wojciech „E.Tee” Grzybek, który został jednym z trenerów Devils Wrocław. Na jego miejsce pojawił się związany od dwóch lat z drużyną Jeff Shiffman i jego asystent Nathan Dewey. Efekty tych zmian widoczne były podczas spotkania „Górników” z „Diabłami”, które zakończyło się wynikiem 34:20 dla zespołu z Górnego Śląska. W rozegranym 4 października meczu półfinałowym Miners pokonali Warsaw Eagles 31:26 i po raz drugi w swej historii awansowali do finału rozgrywek. 17 października AZS Silesia Miners zdobyli pierwszy w swej historii tytuł mistrzów Polski, pokonując w finale The Crew Wrocław 18:7. Po zdobyciu tytułu zespół został uhonorowany także tytułem „Drużyny miesiąca” listopada 2009 przez federację IFAF.
Do 2011 roku zespół występował jako Silesia Miners, obecną nazwę przyjął po fuzji z klubem Warriors Ruda Śląska w styczniu 2012.

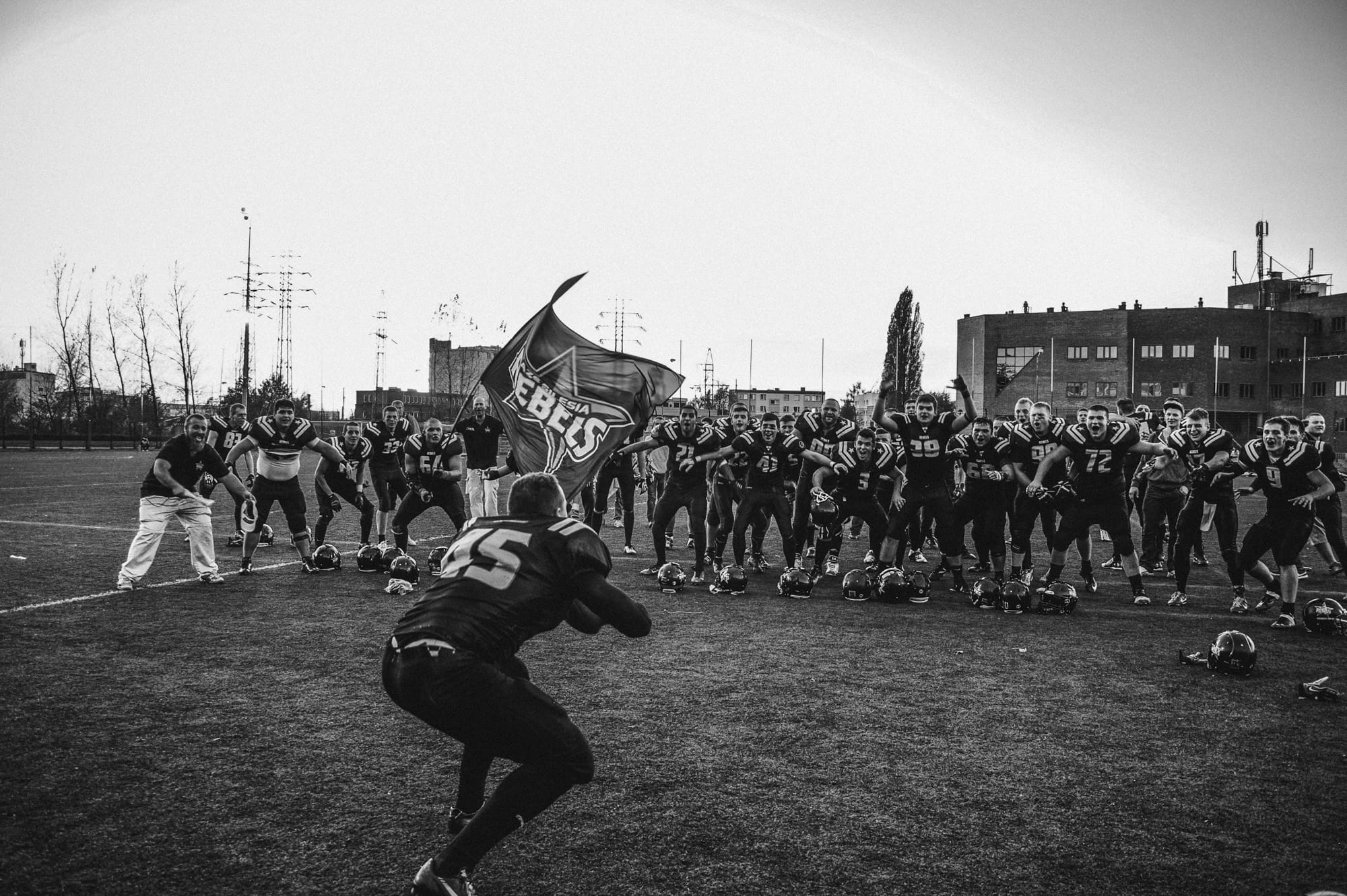
Zespół SIlesia Rebels wygrywa tytuł Mistrza PLFA II, 19.10.2014

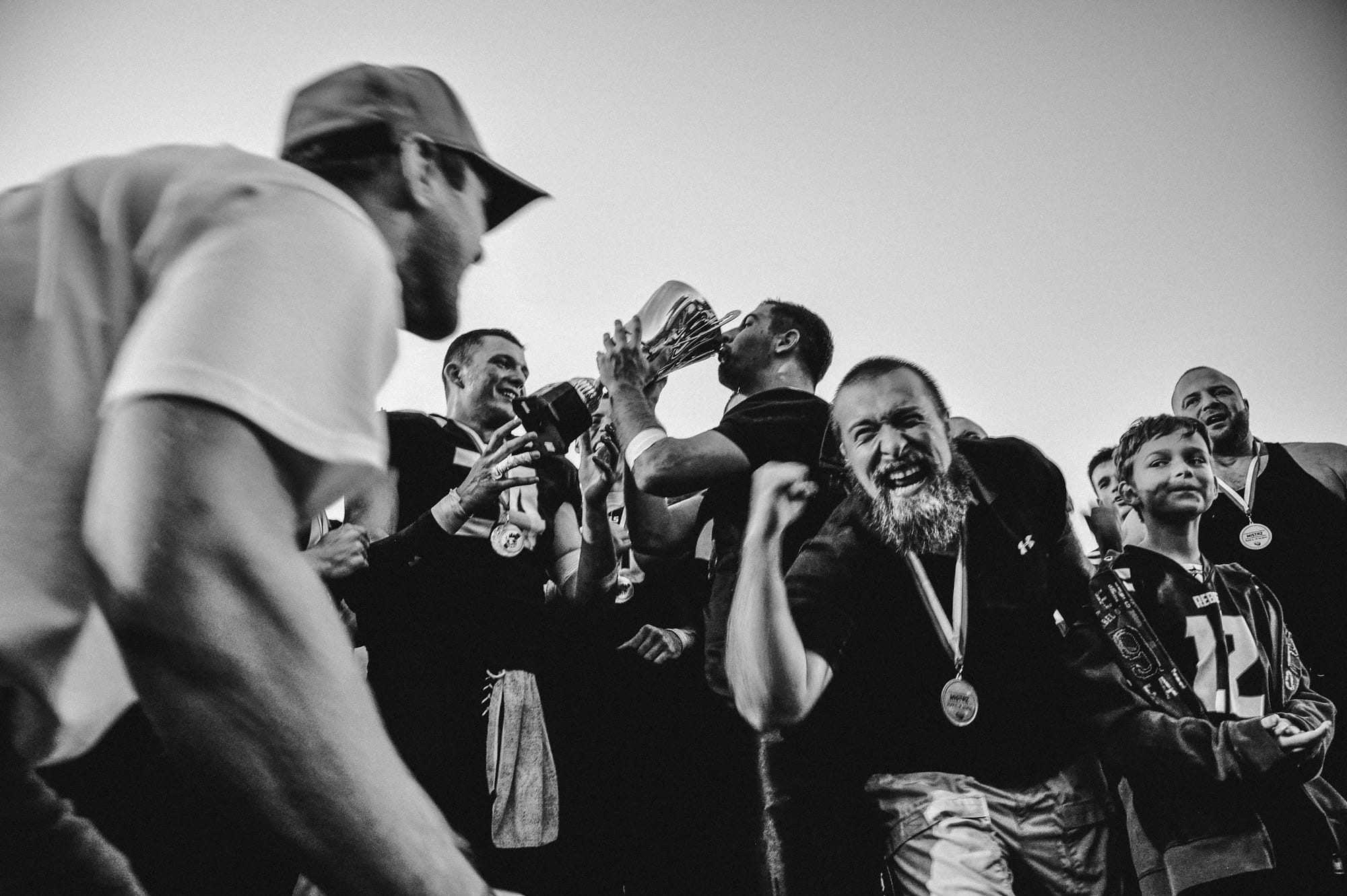
Zespół SIlesia Rebels wygrywa tytuł Mistrza PLFA II, 19.10.2014

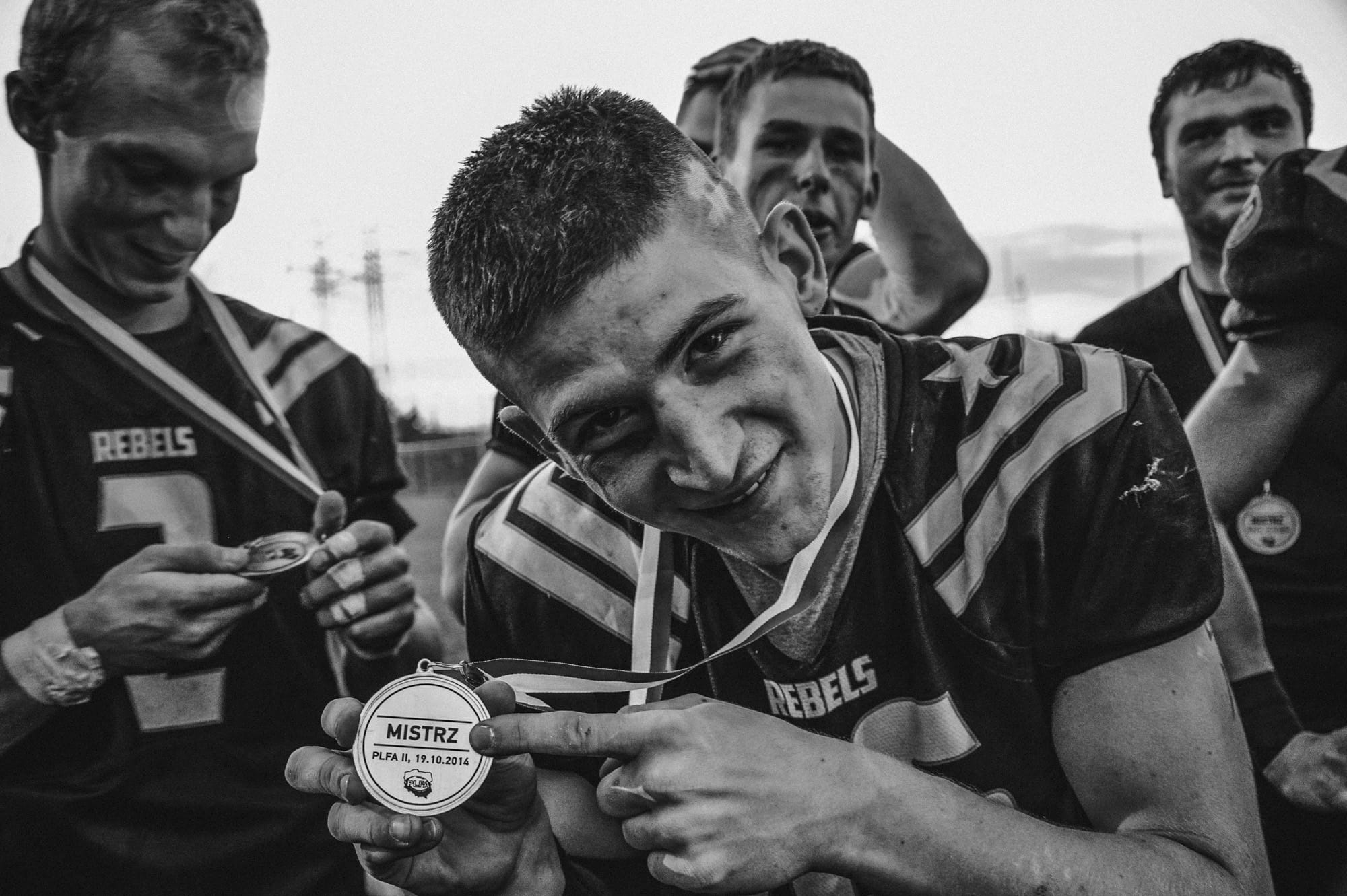
Zespół SIlesia Rebels wygrywa tytuł Mistrza PLFA II, 19.10.2014